# Fort Kochi
Fort Kochi (malabar: ഫോർട്ട് കൊച്ചി; portugués: Cochim de Baixo, literalmente "Cochín de Abajo") es una ciudad histórica del estado indio de Kerala perteneciente al distrito de Ernakulam. Fue municipio hasta 1967, cuando se fusionó con los vecinos municipios de Mattancherry y Ernakulam para formar la actual corporación municipal de Cochín, ciudad de la cual actualmente forma parte.
Administrativamente, Fort Kochi alberga la sede del taluk que lleva el nombre de la ciudad de Cochín, aunque no abarca la totalidad de la ciudad. El taluk de Fort Kochi tenía una población de 508 212 habitantes en el censo de 2011.
Se ubica en la costa noroccidental del casco antiguo de la ciudad de Cochín, en el lado meridional de la conexión entre el lago Vembanad y el mar Arábigo.
En el reino de Cochín, lo que actualmente se conoce como Fort Kochi era un pueblo de pescadores. En 1503, el monarca de Cochín cedió este territorio a la India portuguesa en agradecimiento al apoyo de Afonso de Albuquerque en su lucha contra el Zamorín de Kozhikode. Los portugueses construyeron aquí una fortaleza, de donde viene el nombre "Fort" en "Fort Kochi". Los neerlandeses capturaron el fuerte en 1683, hasta que en 1795 fue anexionado a la India británica. En 1866, la ciudad adoptó estatus de municipio, que mantuvo hasta la creación de la actual corporación municipal de Cochín en 1967.